# Théâtre Moncey
Pour les articles homonymes, voir Alhambra.
Le Théâtre Moncey était une salle de spectacle parisienne, située 2 rue Pierre-Ginier (50 avenue de Clichy) dans le 18e arrondissement, qui fut démolie en 1955.
En 1814 s'y trouvait une guinguette où le général Moncey établit son quartier général.

## Historique
D'abord bal-concert, construit peu après la guerre de 1870, sous le nom de Le Chalet, cette salle devient en décembre 1882 le café-concert Le Prado. 
Le 8 mars 1890, il devient un théâtre d'opérette, l'Alhambra. En octobre 1890, Le musicien Félix Pardon en devient propriétaire et le transforme en théâtre. Il croit prudent de tâter le public avec des pièces assez neutres pour ne point engager l'avenir, pièces du genre de celles qu'avait affectionnées Montrouge. Le nom d'Athénée-Comique vient naturellement à l'esprit du nouvel imprésario ; la salle, remise en état, ouvre donc sous ce vocable, inemployé depuis sept ans, le 22 novembre 1890 avec Le Sang des Gélinard, comédie-bouffe en 3 actes, de Louis Jacolliot, Paul Cosseret et Maxime Guy. Inspiré de l'Article 7, avec des scènes connues, jouées par des acteurs qui ne le sont pas, ne plait pas beaucoup ; le 6 décembre, l'affiche annonce Les Femmes du voisin, comédie-bouffe en 3 actes, par Jean Michelot. Cette pièce inédite est encore moins heureuse que la précédente. On la joue fort peu, selon Louis-Henry Lecomte, l'Athénée-Comique verse comme droits d'auteurs une somme totale de 370 francs pour ces deux pièces. Pardon ferme la salle, qui ne rouvre que le 3 octobre 1891, sous le nom de Théâtre Moncey en hommage au général du même nom. Abandonnant son genre du début, Pardon le transforme en concert-spectacle.
Vers 1894 le titre de Théâtre X s'inscrit en façade, et en 1899 la comédienne Magda Maguéra reprend le fauteuil directorial et le rebaptise Théâtre Maguéra, elle entreprend de grands travaux, le nombre de places est ainsi porté à 1400. Le 1e octobre 1903 redevenu Théâtre Moncey il voit arriver à sa tête l'acteur Henri Beaulieu, ex-pensionnaire d'Antoine et Gémier, dont le dessein est d'ouvrir un théâtre populaire, c'est alors le Théâtre du Peuple qui ne dura que la saison 1903-1904. 
Pendant la Première Guerre mondiale, le théâtre Moncey s'est adonné au répertoire de musique, et y a trouvé profit, avec les reprises de La Traviata, Joséphine vendue par ses sœurs, Le Grand Mogol, Les Dragons de Villars, La Petite mariée, Miss Hélyell, La Juive, Le Petit duc, La Fille de Madame Angot, La Mascotte, Giroflé-Girofla, Les Saltimbanques, Le Jour et la nuit, Le Cœur et la main, Si j'étais roi !.
Devenu quelque temps le Titiana-Théâtre, il reprend définitivement le nom de Théâtre Moncey, même si à certaines périodes il est en réalité un cinéma. Les dernières représentations ont lieu en 1948, le théâtre est détruit en 1954-1955.

## Directions
- 1890 : Félix Pardon
- 1893 : Armand Bour
- 1894 : Léon Christian[8],[9]
- 1899 : Magda Maguéra
- 1903 : Henri Beaulieu
- 1916 : Félix Soulier
- 1919 : Sandberg qui le transforme en cinéma
- 1920 : Rodolphe Darzens
- 1921 : Oscar Dufrenne et Henri Varna qui le renomme Moncey-Music-Hall[10]
- 1924 : Darnet
- 1929 : Charles Malinconi (Gallica // revue Comoedia -1/10/1932 -)
- 1932 : Mr Bacchi (Gallica // revue Comoedia)

## Représentations

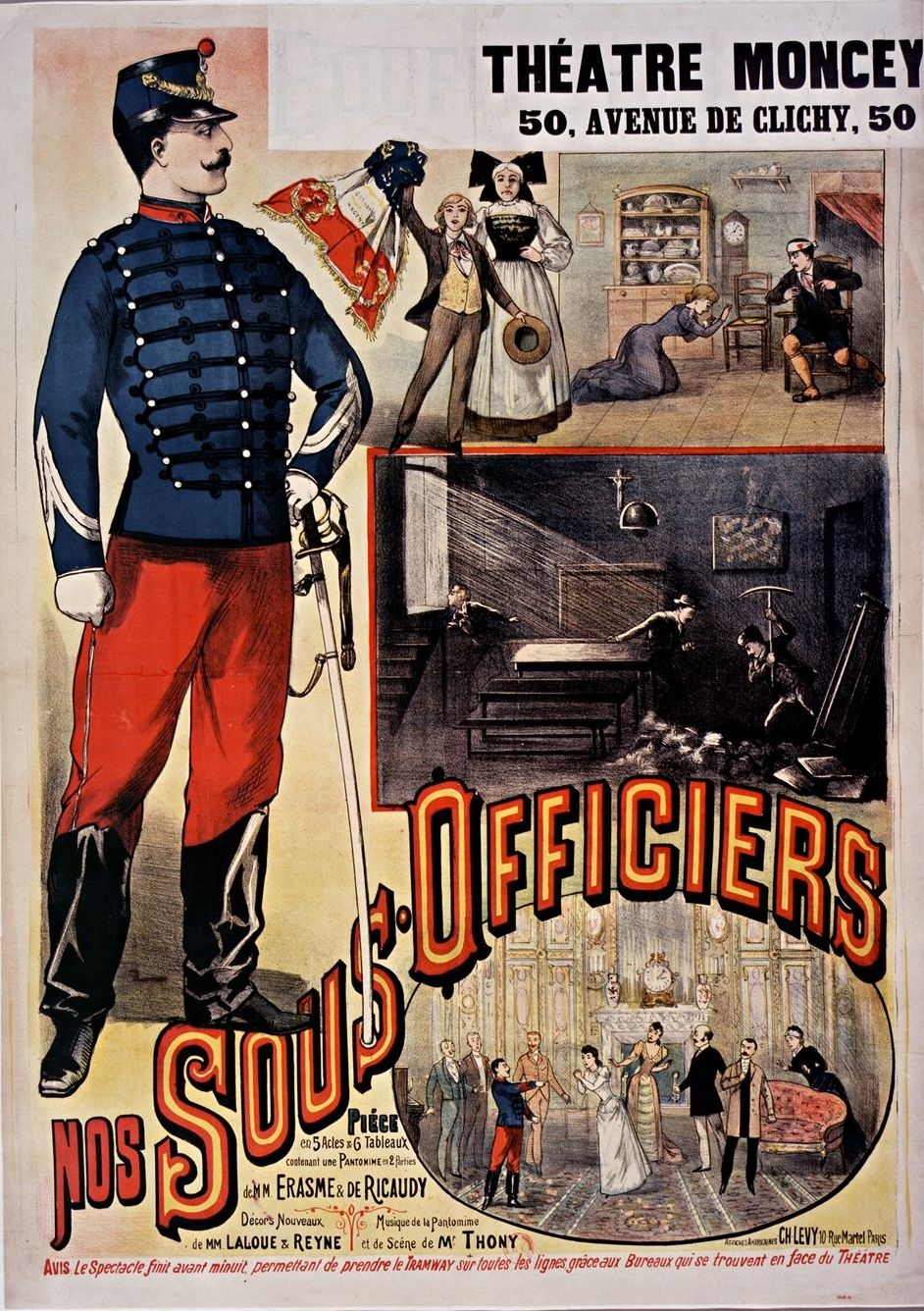
Théâtre Moncey, Nos Sous-officiers, affiche de la pièce

- 1890 :  Nos Sous-officiers, pièce en 5 actes de Erasme et De Ricaudy
- 1893 : unique représentation de L'Automne de Paul Adam, interdit par la censure
- 1894 : Serge Panine[11] de Georges Ohnet.
- 1894 : La Belle Limonadière[12]
- 1894 : Patrie de Victorien Sardou [13]
- 1894 : Alceste de Gluck[14],[15].
- 1895 : Ruy Blas de Victor Hugo [16]
- 1905 :  L'Assommoir
- 1916 : La Caporale Mimi-Pinson, opérette de Tranchant, musique de Dupré.
- 1920 : Monique, tirés du roman de Paul Bourget par Henry Gaillard de Champris.
- 1920 : Boubouroche de Courteline
- 1920 : La Maternelle, comédie de Léon Frapié
- 1920 : Les Trois voleurs d'Umberto Notari
- 1921 : Celui qui reçoit les gifles de Leonide Andreiev, mise en scène Georges Pitoëff, Plainpalais.
- 1921 : La Puissance des ténèbres de Léon Tolstoï, mise en scène Georges Pitoëff
- 1921 :  Le Bourgmestre de Stilmonde de Maurice Maeterlinck
- 1921 :  Le Miracle de Saint-Antoine de Maurice Maeterlinck
- 1921 : Paris en Shimmy, revue de Léo Lelièvre et Henri Varna
- 1922 : Mam'zelle Vendémiaire opérette d'André Lénéka et Armand Foucher, musique de Ernest Gillet
- 1922 : Rêve de Valse opérette de Felix Dörmann et Léopold Jacobson, musique d'Oscar Straus.
- 1925 : Palapoum, revue  de M. de Jarsy et Philippe Febvre, musique d'Albert Valsien.
- 1925 : Cocarde Mlle Mimi Pinson, 22 mai
- 1925 : Boccace de Franz von Suppé, 29 mai
- 1925 : Le Petit Duc, 5 juin
- 1925 : Ali-Baba ;  12 juin
- 1925 : Joséphine vendue pur ses sœurs ; 19 juin,
- 1925 : Surcouf ; 26 juin
- 1944 : Clochemerle opérette de Raymond Souplex, d'après le roman de Gabriel Chevallier, musique de Fernand Warms, 11 mars 1944[17]
- 1946 : Vire-vent, de Pierre Rocher, mise en scène André Certes, novembre.
- 1946 : Le Bar du crépuscule d'Arthur Koestler, mise en scène Jean Vilar, Compagnie des Sept.
- 1946-1947 : Mam'zelle Printemps  de Maurice Poggi, livret de Georges-Marie Bernanose, paroles de Maurice Vandair, musique d'Henri Betti.